# Sesto Campano
Sesto Campano là một đô thị ở tỉnh Isernia trong vùng Molise, có cự ly khoảng 50 km về phía tây nam của Campobasso và khoảng 25 km về phía tây nam của Isernia. Tại thời điểm ngày 31 tháng 12 năm 2004, đô thị này có dân số 2.863 và diện tích là 36,6 km².
Sesto Campano giáp các đô thị: Ciorlano, Mignano Monte Lungo, Pratella, Presenzano, Venafro.